# Arthur Van De Vijver
Arthur Van De Vijver (* 29. Februar 1948 in Breendonk, Belgien; † 9. März 1992 in Bornem) war ein belgischer Radsportler, der hauptsächlich in den 1970er Jahren im Straßenradsport aktiv war.  

## Sportliche Laufbahn
De Vijver betätigte sich bis 1969 als Amateursportler. Höhepunkt dieser Phase war 1969 die Teilnahme an dem Dreiländer-Etappenrennen Internationale Friedensfahrt. Als Mitglied der belgischen Nationalmannschaft gelang ihm ein Etappensieg, und in der Gesamteinzelwertung belegte er als bester Belgier Platz 20.
1970 unterschrieb De Vijver einen Profivertrag beim belgischen Radsportteam Faemino-Faema. Sein erstes wichtiges Rennen als Berufsfahrer bestritt er beim belgischen Eintagesrennen Gent–Wevelgem, wo er den 28. Platz erreichte. 1971 war er vertragslos und erreichte keine nennenswerten Platzierungen. Erst mit dem Eintritt in den französischen Rennstall Van Cauter-Magniflex-De Gribaldy kehrte er 1972 mit zwei Siegen bei Bazel-Waas und der belgischen Drei-Provinzen-Rundfahrt erfolgreich in den Straßenrennsport zurück. Bei den belgischen Straßenmeisterschaften erreichte er 1972 den 22., 1974 den 23. Platz. 
1973 platzierte sich De Vijver erstmals bei einem Radsportklassiker. Bei dem französischen Eintagesrennen Paris–Tours kam auf dem 13. Platz. Es folgte 1974 die Teilnahme an der Tour de France, wo er unter 105 gewerteten Fahrern auf den 96. Platz kam. Sein letztes großes Rennen bestritt De Vijver 1976 bei der Spanien-Rundfahrt. Von 49 in die Wertung genommenen Teilnehmern belegte er den 41. Rang. Seine letzten Profirennen bestritt er 1977, wo er unter anderem Platz vier bei der Ost-Flandern-Rundfahrt belegte.